# Victor Ntweng
Victor Bonnye Ntweng (né le 1er décembre 1995) est un athlète botswanais, spécialiste du 400 m haies. Il remporte la médaille d'or aux Championnat africains d'athlétisme en 2024.

## Carrière
Le 24 juin 2024, il remporte le titre du 400 m haies aux Championnats d'Afrique d'athlétisme 2024, en 48 s 88.

## Palmarès
| Date | Compétition            | Lieu         | Résultat | Epreuve     | Temps   |
| ---- | ---------------------- | ------------ | -------- | ----------- | ------- |
| 2022 | Championnats d'Afrique | Saint-Pierre | 7e       | 400 m haies | 51 s 77 |
| 2024 | Jeux africains         | Accra        | 2e       | 400 m haies | 49 s 38 |
| 2024 | Championnats d'Afrique | Douala       | 1er      | 400 m haies | 48 s 88 |

## Records
| Épreuve     | Performance | Lieu          | Date        |
| ----------- | ----------- | ------------- | ----------- |
| 400 m haies | 48 s 82     | Potchefstroom | 25 mai 2024 |